# Continental Cup of Curling 2015
Turniej Continental Cup of Curling 2015 odbył się między 8 a 11 stycznia 2015 w Calgary, w Markin MacPhail Centre International Arena.
Począwszy do tej edycji wprowadzono zmiany dotyczące drużyn uczestniczących w rywalizacji. Zamiast ekipy Ameryki Północnej grać będzie wyłącznie Kanada, w latach nieparzystych przeciwnikami będą drużyny z Europy, zaś w parzystych drużyny ze Stanów Zjednoczonych i Azji. Zespoły wybierane są przez Kanadyjski Związek Curlingu i Światową Federację Curlingu.
W turnieju zwyciężyli Kanadyjczycy, którzy łącznie zdobyli 42 punkty.

## Format gry
Zachowano zasady gry, które przyjęto przed rokiem. Do zdobycia jest 60 punktów, za wygraną w meczach skins drużyna dostaje 5 punktów, zwycięstwo w pozostałych spotkaniach daje 1 punkt, remis zaś 0,5 pkt. Zawodnicy uczestniczą w rywalizacji drużynowej, par mieszanych, singles i skins.

## Drużyny
| Drużyna | Czwarty/-a       | Trzeci/-a         | Drugi/-a           | Otwierający/-a         | Miasto           |
| ------- | ---------------- | ----------------- | ------------------ | ---------------------- | ---------------- |
| Kanada  | Rachel Homan     | Emma Miskew       | Joanne Courtney    | Lisa Weagle            | Ottawa           |
| Kanada  | Jennifer Jones   | Kaitlyn Lawes     | Jill Officer       | Dawn McEwen            | Winnipeg         |
| Kanada  | Valerie Sweeting | Lori Olson-Johns  | Dana Ferguson      | Rachelle Brown         | Edmonton         |
| Kanada  | Brad Jacobs      | Ryan Fry          | E.J. Harnden       | Ryan Harnden           | Sault Ste. Marie |
| Kanada  | John Morris      | Pat Simmons       | Carter Rycroft     | Nolan Thiessen         | Calgary          |
| Kanada  | Mike McEwen      | B.J. Neufeld      | Matt Wozniak       | Denni Neufeld          | Winnipeg         |
| Europa  | Eve Muirhead     | Anna Sloan        | Vicki Adams        | Claire Hamilton        | Pitlochry        |
| Europa  | Anna Sidorowa    | Margarita Fomina  | Aleksandra Saitowa | Jekatierina Gałkina    | Moskwa           |
| Europa  | Maria Prytz      | Christina Bertrup | Maria Wennerström  | Margaretha Sigfridsson | Skellefteå       |
| Europa  | Niklas Edin      | Oskar Eriksson    | Kristian Lindström | Christoffer Sundgren   | Karlstad         |
| Europa  | David Murdoch    | Greg Drummond     | Scott Andrews      | Michael Goodfelloww    | Aberdeen         |
| Europa  | Thomas Ulsrud    | Torger Nergård    | Christoffer Svae   | Håvard Vad Petersson   | Oslo             |

## Klasyfikacja
|                    | Europa | Kanada |
| ------------------ | ------ | ------ |
| Team Competition 1 | 1      | 2      |
| Pary mieszane      | 0,5    | 2,5    |
| Team Competition 2 | 0,5    | 2,5    |
| Team Competition 3 | 1,5    | 1,5    |
| Singles            | 2,5    | 3,5    |
| Team Competition 4 | 0      | 3      |
| Pary mieszane      | 1      | 2      |
| Team Competition 5 | 0      | 3      |
| Team Competition 6 | 1      | 2      |
| Skins 1            | 4,5    | 10,5   |
| Skins 2            | 5,5    | 9,5    |
| Łącznie            | 18     | 42     |

## 16 stycznia

### 1. Team Competition
8 stycznia 2015; 8:30
| Tor | Drużyna | Drużyna                   | 1 | 2 | 3 | 4 | 5 | 6 | 7 | 8 | Ogółem | Punkty |
| --- | ------- | ------------------------- | - | - | - | - | - | - | - | - | ------ | ------ |
| A   |         | Europa (Anna Sidorowa)    | 1 | 1 | 2 | 0 | 2 | 1 | 0 | x | 7      | 1      |
| A   |         | Kanada (Valerie Sweeting) | 0 | 0 | 0 | 1 | 0 | 0 | 2 | x | 3      | 0      |

| Tor | Drużyna | Drużyna              | 1 | 2 | 3 | 4 | 5 | 6 | 7 | 8 | Ogółem | Punkty |
| --- | ------- | -------------------- | - | - | - | - | - | - | - | - | ------ | ------ |
| B   |         | Europa (Niklas Edin) | 0 | 0 | 1 | 0 | 0 | 0 | 0 | 0 | 1      | 0      |
| B   |         | Kanada (Brad Jacobs) | 0 | 1 | 0 | 0 | 1 | 1 | 0 | 1 | 4      | 1      |

| Tor | Drużyna | Drużyna                         | 1 | 2 | 3 | 4 | 5 | 6 | 7 | 8 | Ogółem | Punkty |
| --- | ------- | ------------------------------- | - | - | - | - | - | - | - | - | ------ | ------ |
| C   |         | Europa (Margaretha Sigfridsson) | 0 | 0 | 0 | 1 | 1 | 0 | 0 | 0 | 2      | 0      |
| C   |         | Kanada (Rachel Homan)           | 0 | 2 | 0 | 0 | 0 | 1 | 1 | 3 | 7      | 1      |

### Pary mieszane
8 stycznia 2015; 13:30
| Tor | Drużyna | Drużyna                                    | 1 | 2 | 3 | 4 | 5 | 6 | 7 | 8 | Ogółem | Punkty |
| --- | ------- | ------------------------------------------ | - | - | - | - | - | - | - | - | ------ | ------ |
| A   |         | Europa (Oskar Eriksson/Jekaterina Gałkina) | 0 | 1 | 0 | 0 | 0 | 1 | 1 | 0 | 3      | 0      |
| A   |         | Kanada (Carter Rycroft/Lori Olson-Johns)   | 3 | 0 | 4 | 1 | 1 | 0 | 0 | 1 | 10     | 1      |

| Tor | Drużyna | Drużyna                            | 1 | 2 | 3 | 4 | 5 | 6 | 7 | 8 | Ogółem | Punkty |
| --- | ------- | ---------------------------------- | - | - | - | - | - | - | - | - | ------ | ------ |
| B   |         | Europa (Niklas Edin/Anna Sidorowa) | 0 | 0 | 0 | 3 | 0 | 1 | 0 | 2 | 6      | 0      |
| B   |         | Kanada (Ryan Fry/Emma Miskew)      | 1 | 2 | 1 | 0 | 2 | 0 | 3 | 0 | 9      | 1      |

| Tor | Drużyna | Drużyna                             | 1 | 2 | 3 | 4 | 5 | 6 | 7 | 8 | Ogółem | Punkty |
| --- | ------- | ----------------------------------- | - | - | - | - | - | - | - | - | ------ | ------ |
| C   |         | Europa (Torger Nergård/Marya Prytz) | 0 | 0 | 1 | 0 | 1 | 0 | 3 | 0 | 5      | 0,5    |
| C   |         | Kanada (E.J. Harnden/Rachel Homan)  | 1 | 1 | 0 | 1 | 0 | 1 | 0 | 1 | 5      | 0,5    |

### 2. Team Competition
8 stycznia 2015; 18:30
| Tor | Drużyna | Drużyna                | 1 | 2 | 3 | 4 | 5 | 6 | 7 | 8 | Ogółem | Punkty |
| --- | ------- | ---------------------- | - | - | - | - | - | - | - | - | ------ | ------ |
| A   |         | Europa (Thomas Ulsrud) | 0 | 1 | 0 | 1 | 0 | 0 | 1 | x | 3      | 0      |
| A   |         | Kanada (John Morris)   | 2 | 0 | 1 | 0 | 1 | 2 | 0 | x | 5      | 1      |

| Tor | Drużyna | Drużyna                 | 1 | 2 | 3 | 4 | 5 | 6 | 7 | 8 | Ogółem | Punkty |
| --- | ------- | ----------------------- | - | - | - | - | - | - | - | - | ------ | ------ |
| B   |         | Europa (Eve Muirhead)   | 0 | 1 | 0 | 1 | 1 | 0 | 0 | 1 | 4      | 0,5    |
| B   |         | Kanada (Jennifer Jones) | 1 | 0 | 2 | 0 | 0 | 1 | 0 | 0 | 4      | 0,5    |

| Tor | Drużyna | Drużyna                | 1 | 2 | 3 | 4 | 5 | 6 | 7 | 8 | Ogółem | Punkty |
| --- | ------- | ---------------------- | - | - | - | - | - | - | - | - | ------ | ------ |
| C   |         | Europa (David Murdoch) | 0 | 1 | 0 | 1 | 0 | 1 | 0 | 1 | 4      | 0      |
| C   |         | Kanada (Mike McEwen)   | 1 | 0 | 2 | 0 | 1 | 4 | 1 | 0 | 5      | 1      |

## 9 stycznia

### 1. Team Competition
9 stycznia 2015; 8:30
| Tor | Drużyna | Drużyna                         | 1 | 2 | 3 | 4 | 5 | 6 | 7 | 8 | Ogółem | Punkty |
| --- | ------- | ------------------------------- | - | - | - | - | - | - | - | - | ------ | ------ |
| A   |         | Europa (Margaretha Sigfridsson) | 5 | 0 | 2 | 0 | 1 | 0 | 1 | x | 9      | 1      |
| A   |         | Kanada (Jennifer Jones)         | 0 | 2 | 0 | 1 | 0 | 1 | 0 | x | 4      | 0      |

| Tor | Drużyna | Drużyna                | 1 | 2 | 3 | 4 | 5 | 6 | 7 | 8 | Ogółem | Punkty |
| --- | ------- | ---------------------- | - | - | - | - | - | - | - | - | ------ | ------ |
| B   |         | Europa (Thomas Ulsrud) | 0 | 0 | 1 | 0 | 1 | 0 | 0 | x | 2      | 0      |
| B   |         | Kanada (Mike McEwen)   | 0 | 2 | 0 | 2 | 0 | 0 | 3 | x | 7      | 1      |

| Tor | Drużyna | Drużyna                   | 1 | 2 | 3 | 4 | 5 | 6 | 7 | 8 | Ogółem | Punkty |
| --- | ------- | ------------------------- | - | - | - | - | - | - | - | - | ------ | ------ |
| C   |         | Europa (Eve Muirhead)     | 0 | 1 | 0 | 1 | 1 | 0 | 1 | 0 | 4      | 0,5    |
| C   |         | Kanada (Valerie Sweeting) | 0 | 0 | 2 | 0 | 0 | 1 | 0 | 1 | 4      | 0,5    |

### Singles
9 stycznia 2015; 13:30

### Seria 1
| Tor | Drużyna | Drużyna                         | Runthrough | Button | Port | Raise | Hit-and-Roll | Double | Ogółem | Punkty |
| A   |         | Europa (Margaretha Sigfridsson) | 0          | 5      | 3    | 5     | 2            | 1      | 16     | 0      |
| A   |         | Kanada (Valerie Sweeting)       | 0          | 5      | 5    | 4     | 5            | 0      | 19     | 1      |

| Tor | Drużyna | Drużyna                | Runthrough | Button | Port | Raise | Hit-and-Roll | Double | Ogółem | Punkty |
| B   |         | Europa (Anna Sidorowa) | 0          | 3      | 2    | 4     | 1            | 1      | 11     | 0      |
| B   |         | Kanada (Rachel Homan)  | 0          | 5      | 5    | 5     | 1            | 4      | 20     | 1      |

| Tor | Drużyna | Drużyna                 | Runthrough | Button | Port | Raise | Hit-and-Roll | Double | Ogółem | Punkty |
| C   |         | Europa (Eve Muirhead)   | 0          | 4      | 4    | 3     | 0            | 3      | 14     | 0      |
| C   |         | Kanada (Jennifer Jones) | 3          | 3      | 5    | 3     | 1            | 5      | 20     | 1      |

### Seria 2
| Tor | Drużyna | Drużyna                | Runthrough | Button | Port | Raise | Hit-and-Roll | Double | Ogółem | Punkty |
| A   |         | Europa (David Murdoch) | 5          | 3      | 5    | 3     | 5            | 0      | 21     | 1      |
| A   |         | Kanada (John Morris)   | 0          | 3      | 0    | 5     | 5            | 0      | 13     | 0      |

| Tor | Drużyna | Drużyna                | Runthrough | Button | Port | Raise | Hit-and-Roll | Double | Ogółem | Punkty |
| B   |         | Europa (Thomas Ulsrud) | 5          | 4      | 4    | 5     | 5            | 0      | 23     | 1      |
| B   |         | Kanada (Mike McEwen)   | 0          | 5      | 5    | 5     | 4            | 3      | 22     | 0      |

| Tor | Drużyna | Drużyna              | Runthrough | Button | Port | Raise | Hit-and-Roll | Double | Ogółem | Punkty |
| C   |         | Europa (Niklas Edin) | 5          | 3      | 5    | 0     | 3            | 0      | 16     | 0,5    |
| C   |         | Kanada (Brad Jacobs) | 0          | 3      | 5    | 4     | 1            | 3      | 16     | 0,5    |

### 2. Team Competition
9 stycznia 2015; 18:30
| Tor | Drużyna | Drużyna                | 1 | 2 | 3 | 4 | 5 | 6 | 7 | 8 | Ogółem | Punkty |
| --- | ------- | ---------------------- | - | - | - | - | - | - | - | - | ------ | ------ |
| A   |         | Europa (David Murdoch) | 0 | 0 | 0 | 0 | 1 | 0 | 2 | 2 | 5      | 0      |
| A   |         | Kanada (Brad Jacobs)   | 0 | 2 | 0 | 1 | 0 | 3 | 0 | 0 | 6      | 1      |

| Tor | Drużyna | Drużyna                | 1 | 2 | 3 | 4 | 5 | 6 | 7 | 8 | Ogółem | Punkty |
| --- | ------- | ---------------------- | - | - | - | - | - | - | - | - | ------ | ------ |
| B   |         | Europa (Anna Sidorowa) | 0 | 1 | 0 | 1 | 0 | 1 | 0 | 0 | 3      | 0      |
| B   |         | Kanada (Rachel Homan)  | 0 | 0 | 1 | 0 | 2 | 0 | 0 | 1 | 4      | 1      |

| Tor | Drużyna | Drużyna              | 1 | 2 | 3 | 4 | 5 | 6 | 7 | 8 | Ogółem | Punkty |
| --- | ------- | -------------------- | - | - | - | - | - | - | - | - | ------ | ------ |
| C   |         | Europa (Niklas Edin) | 0 | 0 | 1 | 0 | 1 | 0 | 1 | x | 3      | 0      |
| C   |         | Kanada (John Morris) | 1 | 3 | 0 | 2 | 0 | 2 | 0 | x | 8      | 1      |

## 10 stycznia

### Pary mieszane
10 stycznia 2015; 10:00
| Tor | Drużyna | Drużyna                                       | 1 | 2 | 3 | 4 | 5 | 6 | 7 | 8 | Ogółem | Punkty |
| --- | ------- | --------------------------------------------- | - | - | - | - | - | - | - | - | ------ | ------ |
| A   |         | Europa (Scott Andrews/Margaretha Sigfridsson) | 1 | 1 | 0 | 0 | 0 | 0 | 0 | 1 | 3      | 0      |
| A   |         | Kanada (Matt Wozniak/Valerie Sweeting)        | 0 | 0 | 4 | 1 | 1 | 1 | 1 | 0 | 8      | 1      |

| Tor | Drużyna | Drużyna                              | 1 | 2 | 3 | 4 | 5 | 6 | 7 | 8 | Ogółem | Punkty |
| --- | ------- | ------------------------------------ | - | - | - | - | - | - | - | - | ------ | ------ |
| B   |         | Europa (Christoffer Svae/Anna Sloan) | 0 | 0 | 2 | 4 | 0 | 0 | 0 | 1 | 7      | 0      |
| B   |         | Kanada (Dawn McEwen/Mike McEwen)     | 1 | 1 | 0 | 0 | 2 | 1 | 1 | 0 | 6      | 1      |

| Tor | Drużyna | Drużyna                             | 1 | 2 | 3 | 4 | 5 | 6 | 7 | 8 | Ogółem | Punkty |
| --- | ------- | ----------------------------------- | - | - | - | - | - | - | - | - | ------ | ------ |
| C   |         | Europa (David Murdoch/Eve Muirhead) | 0 | 0 | 0 | 3 | 1 | 0 | 1 | 0 | 5      | 0      |
| C   |         | Kanada (John Morris/Kaitlyn Lawes)  | 1 | 2 | 2 | 0 | 0 | 1 | 0 | 2 | 8      | 1      |

### 1. Team Competition
10 stycznia 2015; 14:00
| Tor | Drużyna | Drużyna               | 1 | 2 | 3 | 4 | 5 | 6 | 7 | 8 | Ogółem | Punkty |
| --- | ------- | --------------------- | - | - | - | - | - | - | - | - | ------ | ------ |
| A   |         | Europa (Eve Muirhead) | 0 | 0 | 0 | 2 | 0 | 1 | 2 | 0 | 5      | 0      |
| A   |         | Kanada (Rachel Homan) | 0 | 1 | 3 | 0 | 1 | 0 | 0 | 1 | 6      | 1      |

| Tor | Drużyna | Drużyna                | 1 | 2 | 3 | 4 | 5 | 6 | 7 | 8 | Ogółem | Punkty |
| --- | ------- | ---------------------- | - | - | - | - | - | - | - | - | ------ | ------ |
| B   |         | Europa (David Murdoch) | 0 | 3 | 1 | 1 | 0 | 0 | 0 | x | 0      | 5      |
| B   |         | Kanada (John Morris)   | 2 | 0 | 0 | 0 | 2 | 1 | 2 | x | 1      | 7      |

| Tor | Drużyna | Drużyna                 | 1 | 2 | 3 | 4 | 5 | 6 | 7 | 8 | Ogółem | Punkty |
| --- | ------- | ----------------------- | - | - | - | - | - | - | - | - | ------ | ------ |
| C   |         | Europa (Anna Sidorowa)  | 2 | 0 | 0 | 0 | 1 | 0 | 0 | 0 | 0      | 3      |
| C   |         | Kanada (Jennifer Jones) | 0 | 1 | 2 | 1 | 0 | 1 | 1 | 1 | 1      | 7      |

### 2. Team Competition
10 stycznia 2015; 18:30
| Tor | Drużyna | Drużyna              | 1 | 2 | 3 | 4 | 5 | 6 | 7 | 8 | Ogółem | Punkty |
| --- | ------- | -------------------- | - | - | - | - | - | - | - | - | ------ | ------ |
| A   |         | Europa (Niklas Edin) | 1 | 0 | 1 | 0 | 0 | 0 | 2 | x | 4      | 0      |
| A   |         | Kanada (Mike McEwen) | 0 | 2 | 0 | 2 | 2 | 1 | 0 | x | 7      | 1      |

| Tor | Drużyna | Drużyna                         | 1 | 2 | 3 | 4 | 5 | 6 | 7 | 8 | Ogółem | Punkty |
| --- | ------- | ------------------------------- | - | - | - | - | - | - | - | - | ------ | ------ |
| B   |         | Europa (Margaretha Sigfridsson) | 0 | 0 | 1 | 0 | 0 | 0 | 1 | x | 2      | 0      |
| B   |         | Kanada (Valerie Sweeting)       | 0 | 2 | 0 | 3 | 1 | 1 | 0 | x | 7      | 1      |

| Tor | Drużyna | Drużyna                | 1 | 2 | 3 | 4 | 5 | 6 | 7 | 8 | Ogółem | Punkty |
| --- | ------- | ---------------------- | - | - | - | - | - | - | - | - | ------ | ------ |
| C   |         | Europa (Thomas Ulsrud) | 1 | 3 | 0 | 3 | 0 | 0 | 1 | x | 8      | 1      |
| C   |         | Kanada (Brad Jacobs)   | 0 | 0 | 1 | 0 | 1 | 1 | 0 | x | 3      | 0      |

## 11 stycznia

### 1. Skins
11 stycznia 2015; 11:30
| Tor | Drużyna | Drużyna                         | 1 | 2 | 3 | 4 | 5 | 6 | 7 | 8 | Punkty |
| --- | ------- | ------------------------------- | - | - | - | - | - | - | - | - | ------ |
| A   |         | Europa (Margaretha Sigfridsson) |   | C |   | C |   | S | S |   | 1,5    |
| A   |         | Kanada (Rachel Homan)           | S |   | C |   | S |   |   | S | 3,5    |

| Tor | Drużyna | Drużyna                 | 1 | 2 | 3 | 4 | 5 | 6 | 7 | 8 | Punkty |
| --- | ------- | ----------------------- | - | - | - | - | - | - | - | - | ------ |
| B   |         | Europa (Torger Nergård) | C |   | C |   |   | S |   | S | 1,5    |
| B   |         | Kanada (Pat Simmons)    |   | S |   | S | S |   | S |   | 3,5    |

| Tor | Drużyna | Drużyna              | 1 | 2 | 3 | 4 | 5 | 6 | 7 | 8 | Punkty |
| --- | ------- | -------------------- | - | - | - | - | - | - | - | - | ------ |
| C   |         | Europa (Niklas Edin) | S |   |   | C |   |   |   | S | 1,5    |
| C   |         | Kanada (Mike McEwen) |   | S | S |   | S | S | S |   | 3,5    |

### 2. Skins
11 stycznia 2015; 18:30
| Tor | Drużyna | Drużyna                | 1 | 2 | 3 | 4 | 5 | 6 | 7 | 8 | Punkty |
| --- | ------- | ---------------------- | - | - | - | - | - | - | - | - | ------ |
| A   |         | Europa (David Murdoch) |   |   | C | S |   | C |   |   | 1,0    |
| A   |         | Kanada (Brad Jacobs)   | S | S |   |   | C |   | S | S | 4,0    |

| Tor | Drużyna | Drużyna                | 1 | 2 | 3 | 4 | 5 | 6 | 7 | 8 | Punkty |
| --- | ------- | ---------------------- | - | - | - | - | - | - | - | - | ------ |
| B   |         | Europa (Thomas Ulsrud) | S | S |   |   |   |   | S |   | 2,0    |
| B   |         | Kanada (John Morris)   |   |   | S | S | S | S |   | S | 3,0    |

| Tor | Drużyna | Drużyna                 | 1 | 2 | 3 | 4 | 5 | 6 | 7 | 8 | Punkty |
| --- | ------- | ----------------------- | - | - | - | - | - | - | - | - | ------ |
| C   |         | Europa (Eve Muirhead)   |   |   |   | S |   |   | S | S | 2,5    |
| C   |         | Kanada (Jennifer Jones) | S | S | S |   | S | S |   |   | 2,5    |